# Mafalda Sacchetti
Mafalda Sacchetti (Lisboa, 12 de Março de 1977) é uma cantora portuguesa de blues/jazz/soul.

## Biografia
Mafalda Sacchetti de Carvalho da Costa nasceu em Lisboa em 12 de Março de 1977. É filha do cantor Paulo de Carvalho e de Teresa Sacchetti, sendo neta materna de Rosa Lobato Faria) .
Frequentou a escola "Liverpool Institute for Performing Arts" e estudou no Conservatório de Música de Lisboa.
Em 1994 representa Portugal no festival Ibero-Americano da OTI com o tema «eu quero um planeta azul» sendo finalista e conquistando 6 pontos colocando o país em sétimo lugar.
É a voz do tema de abertura da famosa série de desenhos animados Navegante da lua (Sailor Moon).
Em 2004  lançou o seu álbum de estreia, "Imprevisível", que contou com a produção, direcção musical e arranjos de Luís Oliveira. No disco participaram nomes como Ana Zanatti, Paulo de Carvalho, António Avelar de Pinho, Joaquim Pessoa e Ernesto Leite. O disco inclui temas como "Cantando Blues", "Imprevisível", "Cretcheu" (com Dany Silva), "Mal amada", "Eu sabia meu amor", "Tango para dois" ou "Um último encore". Foi nomeada embaixadora da Bushmills Irish Cream como forma de apoio aos novos valores da cena musical portuguesa e fez uma digressão em diversos bares nacionais que se enquadrem no seu estilo musical e da marca.
Faz uma versão de "Sol de Inverno" para a banda sonora da telenovela Queridas Feras da TVI.
Os temas "Cantando blues" e "Mal Amada" (que faz parte da banda sonora da novela Tempo de Viver) foram interpretadas por Joana Solnado e a própria Mafalda no programa "Canta Por Mim" de 2006. O álbum foi reeditado nessa altura.
Chegou a um ponto em que percebeu que não dava para viver apenas da música e decidiu tirar o curso de Design de Interiores.
A cantora participou no disco "DoAmor" de Paulo de Carvalho, editado em 2008. Um dos temas do disco fazia parte do seu repertório.
Aparece a cantar no primeiro episódio da série "Pai à Força".
Paulo de Carvalho escreveu a música de um texto autobiográfico para o segundo disco da cantora que não chegou a ser editado.

## Discografia
- 2004- Imprevisivel

Músicas
1.Cantando blues
2.Imprevisível
3.Nunca é tarde [lançado como single]
4.Dança (ao mar e à lua)
5.Cretcheu
6.Mal amada
7.Eterno desafio
8.Eu sabia meu amor
9.Tango para dois
10.As mãos no fogo
11.Último encore

## Comentários
"Ser filha do Paulo de Carvalho nunca me facilitou a vida, antes pelo contrário. As pessoas são muito mais críticas porque exigem de mim igual perfeição em relação ao meu pai. Talvez por isso tenha herdado também os inimigos dele."